# Mioty
Mioty ist eine drahtlose LPWAN-Technologie mit der Möglichkeit, eine hohe Anzahl an Internet-der-Dinge-Knoten über große Reichweiten abzufragen. Es überträgt aufgrund des Telegram Splitting Multiple Access (TSMA) Sensordaten über lange Distanzen energieeffizient und zuverlässig. Mioty ist eine registrierte Marke und ETSI-Standard-konform (ETSI TS 103 357).
Die Technologie ist softwarebasiert und somit unabhängig von der eingesetzten Hardware. Entwickelt wurde die Technologie vom Fraunhofer IIS. 

## mioty alliance
Die mioty alliance ist eine Organisation, die es sich zur Aufgabe gemacht hat, die zugänglichste, robusteste und effizienteste Massive IoT-Konnektivitätslösung auf dem Markt zu ermöglichen.

## Belege
1. ↑  Espacenet – Bibliographic data. Abgerufen am 8. Dezember 2020.
2. ↑  ETSI: Short Range Devices; Low Throughput Networks (LTN); Protocols for radio interface A. (PDF) In: ETSI. ETSI, 650 Route des Lucioles F-06921 Sophia Antipolis Cedex - FRANC, Juni 2018, abgerufen im Juni 2018 (englisch).